# شو شیهوی
شو شیهوی (انگلیسی: Xu Shihui; زاده ۱۹۵۷) کارآفرین و سرمایه‌دار اهل چین است.